# Jürgen Blume

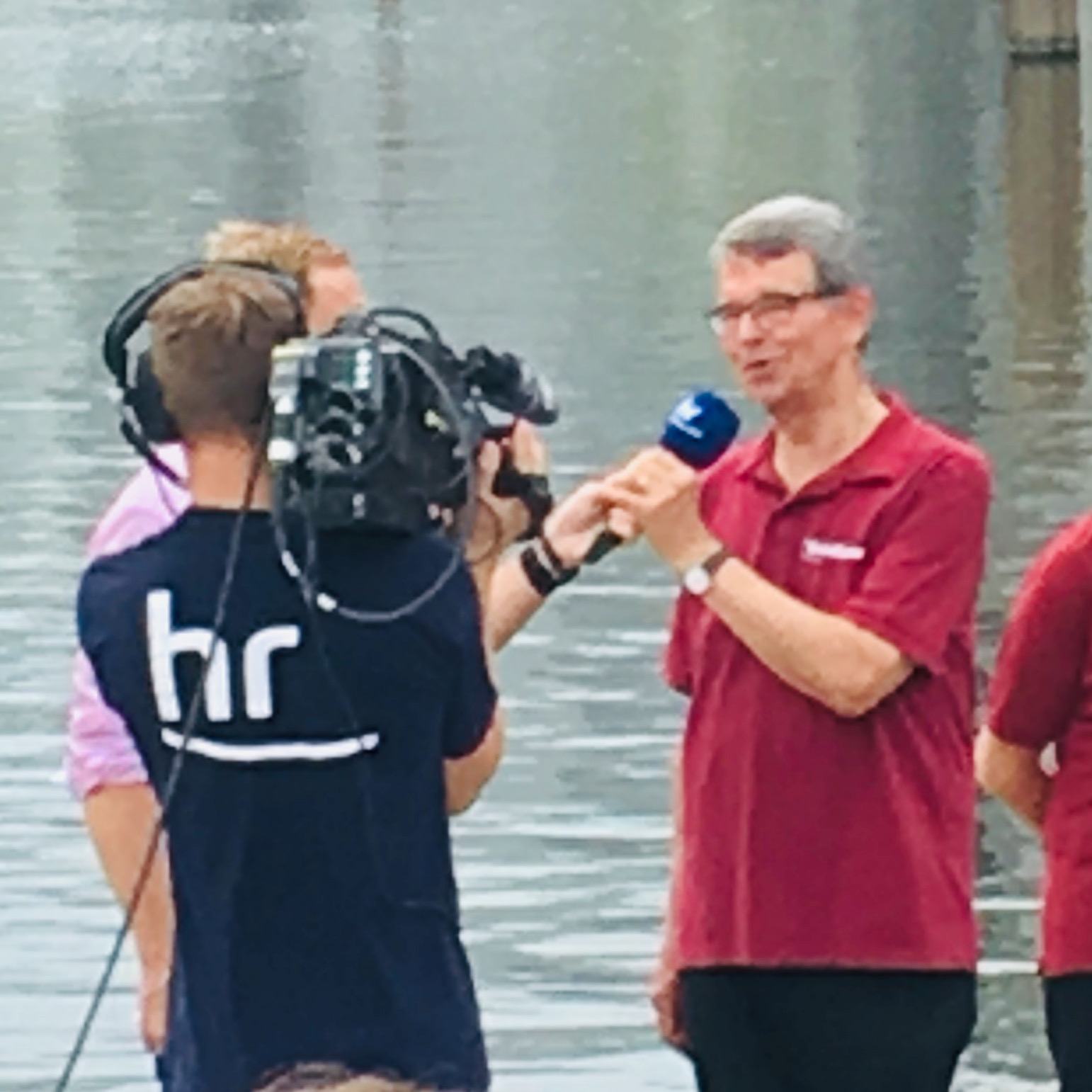
Jürgen Blume bei einer Veranstaltung des Hessischen Rundfunks, 2019

Jürgen Blume (* 1946 in Jena) ist ein deutscher Kantor, Chorleiter, Komponist und Hochschullehrer.

## Biografie
Blume wurde 1946 in Jena geboren, lebt aber seit frühester Kindheit in Offenbach am Main. Bis zum Abitur erhielt er Unterricht in Klavier, Orgel und Harmonielehre an der Offenbacher Musikschule. Schon seit 1962 ist er als Kirchenmusiker an verschiedenen Offenbacher Kirchen tätig. Noch während der Schulzeit besuchte er Chorleitungslehrgänge bei Kurt Thomas und Gerhard Schmidt-Gaden.
Blume studierte Musikwissenschaften, Schulmusik, Chorleitung, Latein und Philosophie in Frankfurt am Main. Zu seinen Lehrern zählten Branka Musulin (Klavier), Kurt Hessenberg (Tonsatz und Komposition), Richard Rudolf Klein (Formenlehre), Hans Ulrich Engelmann (Neue Musik) und Helmuth Rilling (Chorleitung).
Nach dem Studium war er zunächst mehrere Jahre Studienrat für Musik und Latein an der Offenbacher Albert-Schweitzer-Schule, bevor er 1976 Dozent und 1979 Professor für Musiktheorie an der Frankfurter Musikhochschule wurde. 1993 wechselte er an die Johannes Gutenberg-Universität Mainz, an deren Musikhochschule er eine Professur für Musiktheorie innehatte und bis zum Wintersemester 2016/17 unterrichtete. 2001 wurde er Dekan des damaligen Fachbereichs Musik, von 2005 bis 2011 war er Rektor der Hochschule für Musik Mainz.
Von 1976 bis 1999 dirigierte Blume den Jugendchor des Hessischen Rundfunks. Im Jahr 2000 gründete er mit ehemaligen Mitgliedern des Jugendchors die Rhein Main Vokalisten. Ebenfalls seit 1972 war er mehrere Jahre Cembalist des Frankfurter Kammerorchesters. 1974 bis 1980 gehörte er der Hessischen Lehrplankommission Musik in der Sekundarstufe II an.

## Werk
Neben seiner Dissertation über „Die Geschichte der mehrstimmigen Stabat-mater-Vertonungen“ veröffentlichte er Schulbücher (darunter „Musik im Leben“) und Beiträge zur Musikwissenschaft und Musiktheorie – vornehmlich des 19. und 20. Jahrhunderts. Einen Forschungsschwerpunkt innerhalb der Kompositionstechniken des 20. Jahrhunderts bildet für ihn Hindemiths Unterweisung im Tonsatz. Darüber hinaus verfasste er zahlreiche Schulfunksendungen.
Als Komponist widmet er sich schwerpunktmäßig der Chormusik. Zu seinen größeren Werken zählen „Media in vita“ für Sopran, Chor, Orgel und Schlagzeug sowie das Oratorium „Hiob“ für Soli, Chor und Orchester, sowie das „Tonbridge Te Deum“. In mehreren Hochschulkonzerten erklangen das Bläserquintett „… aus den Fugen …“, das Streichquartett 1981, Lieder auf Texte von Ulla Hahn und Heinz Erhardt sowie Chor-Satiren auf Texte von Hanns Dieter Hüsch. Darüber hinaus geben mehrere CD-Einspielungen Einblicke in die künstlerische Tätigkeit des Dirigenten und Organisten Jürgen Blume.

## Ehrungen
Im Jahr 2001 wurde Jürgen Blume in Anerkennung seiner künstlerischen und kulturellen Arbeit mit der Offenbacher Bürgermedaille in Silber ausgezeichnet.